# Bryobates
Bryobates es un género de escarabajos de la familia Chrysomelidae. En 1886 Broun describió el género. Contiene las siguientes especies:
- Bryobates aeratus Broun, 1914
- Bryobates coniformis Broun, 1886
- Bryobates nigricans Broun, 1914
- Bryobates rugidorsis Broun, 1917